# Psittacidae
Familia Psittacidae este una dintre cele trei familii de papagali tipici. Ea cuprinde 12 specii din subfamilia Psittacinae (papagalii afrotropicali) și 167 din subfamilia Arinae (papagalii din Lumea Nouă sau neotropici), inclusiv câteva specii care au dispărut în ultimele secole. Unele dintre cele mai emblematice păsări din lume sunt reprezentate aici, cum ar fi ara cu piept galben din rândul papagalilor din Lumea Nouă și papagalul gri african din rândul papagalilor afrotropicali.

## Taxonomie
Familia Psittacidae a fost introdusă (ca Psittacea) de către polimatul francez Constantine Samuel Rafinesque în 1815. Taxonomia recent revizuită a familiei Psittacidae, bazată pe studii moleculare, recunoaște relația de cladă soră a triburilor Psittacini din Lumea Veche și Arini din Lumea Nouă din subfamilia Psittacinae, care au fost ridicate la rang de subfamilie și redenumite Psittacinae și Arinae. Subfamilia Loriinae și celelalte triburi ale subfamiliei Psittacinae sunt acum plasate în superfamilia Psittacoidea a tuturor papagalilor tipici, care include familia Psittacidae.
Următoarea cladogramă arată modul în care familia Psittaculidae se raportează la celelalte trei familii din ordinul Psittaciformes. Arborele se bazează pe lucrarea lui Leo Joseph și a colaboratorilor, publicată în 2012, dar cu alegerea familiilor și a numărului de specii din fiecare familie preluate din lista menținută de Uniunea Internațională a Ornitologilor.
|  | Cacatuidae – cacadu (22 specii) |
|  | |
|  | \| \| Psittacidae – papagali din Africa și Lumea Nouă (179 specii) \| \| \| \| \| \| Psittaculidae – papagali din Lumea Veche (203 specii) \| \| \| \| |
|  | |
|  | Psittacidae – papagali din Africa și Lumea Nouă (179 specii)                                                                                           |
|  | |
|  | Psittaculidae – papagali din Lumea Veche (203 specii)                                                                                                  |
|  | |

|  | Psittacidae – papagali din Africa și Lumea Nouă (179 specii) |
|  |                                                              |
|  | Psittaculidae – papagali din Lumea Veche (203 specii)        |
|  |                                                              |

|  | Cacatuidae – cacadu (22 specii) |
|  | |
|  | \| \| Psittacidae – papagali din Africa și Lumea Nouă (179 specii) \| \| \| \| \| \| Psittaculidae – papagali din Lumea Veche (203 specii) \| \| \| \| |
|  | |
|  | Psittacidae – papagali din Africa și Lumea Nouă (179 specii)                                                                                           |
|  | |
|  | Psittaculidae – papagali din Lumea Veche (203 specii)                                                                                                  |
|  | |

|  | Psittacidae – papagali din Africa și Lumea Nouă (179 specii) |
|  |                                                              |
|  | Psittaculidae – papagali din Lumea Veche (203 specii)        |
|  |                                                              |

Familia conține 179 de specii și este împărțită în 37 de genuri. Sunt incluse patru specii care au dispărut în timpurile istorice. Următoarea clasificare se bazează pe un studiu filogenetic realizat de Brian Smith și colaboratorii săi, care a fost publicat în 2023. În cadrul analizei s-a constatat că genurile Nannopsittaca, Bolborhynchus și Psilopsiagon nu sunt monofiletice.
- Subfamilia Psittacinae

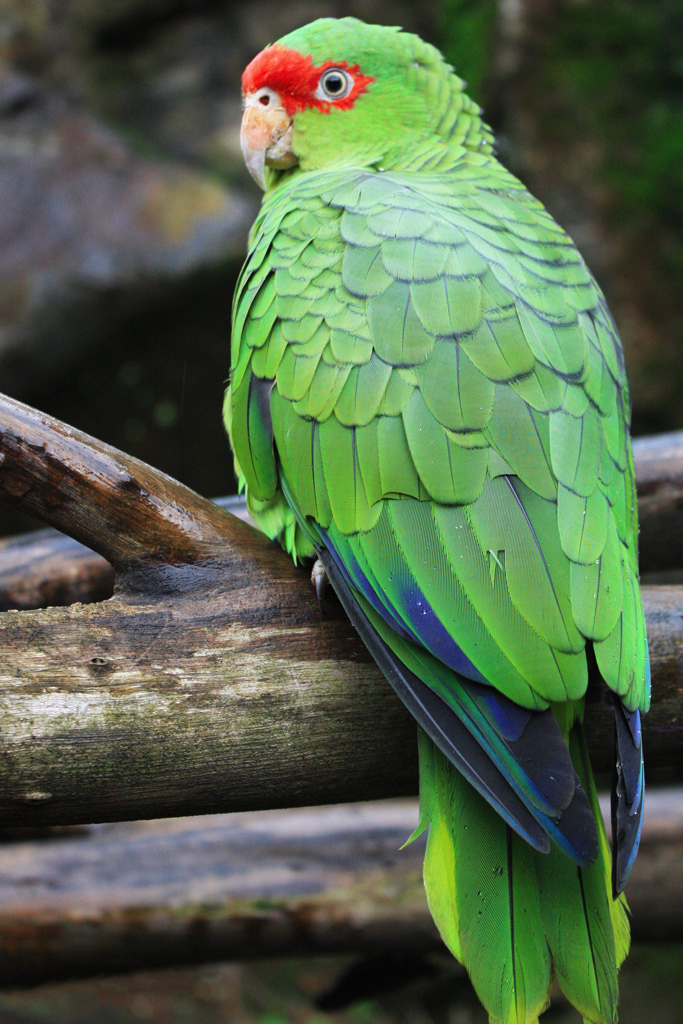
Amazona pretrei

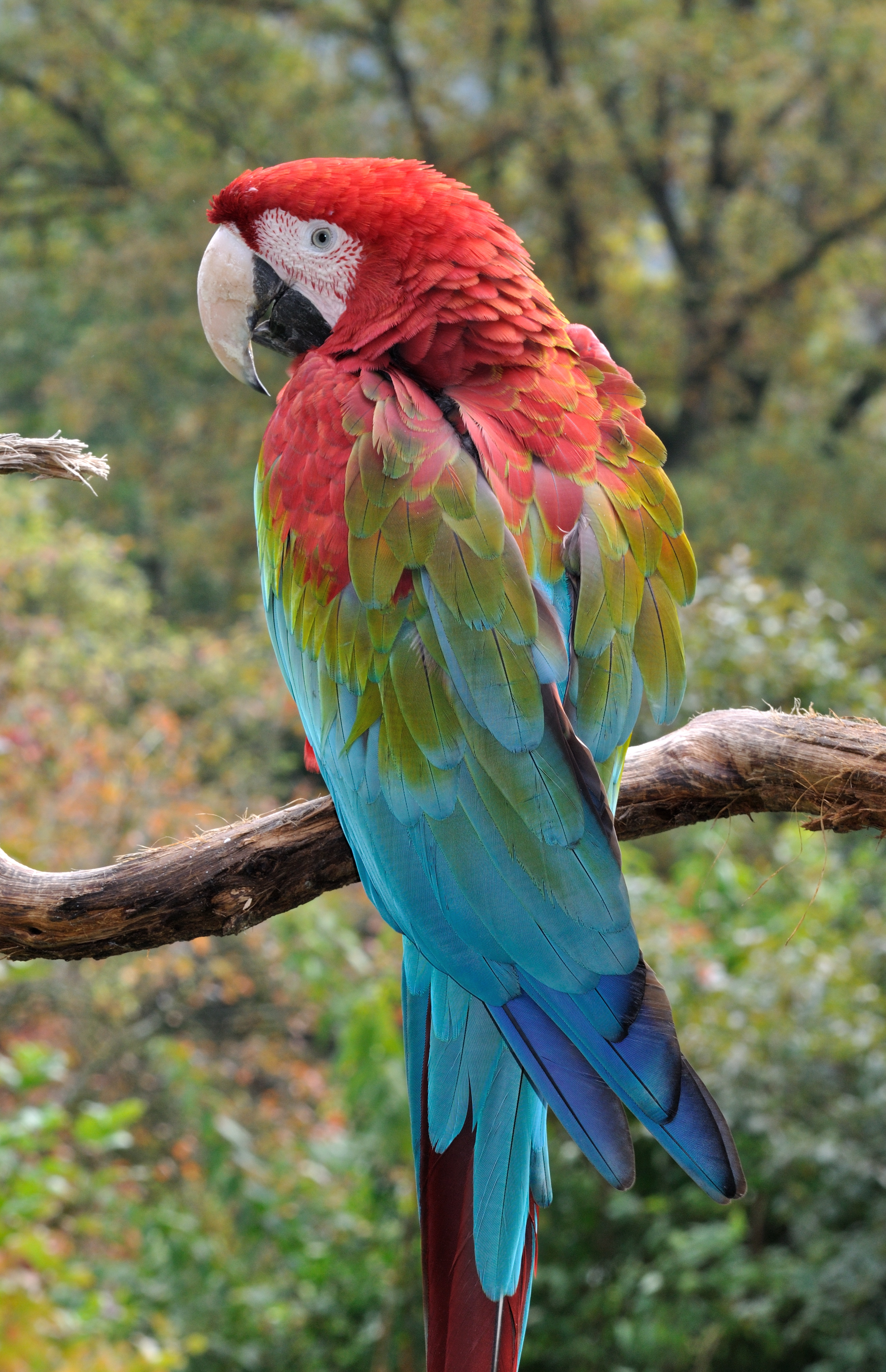
Ara cu aripi verzi

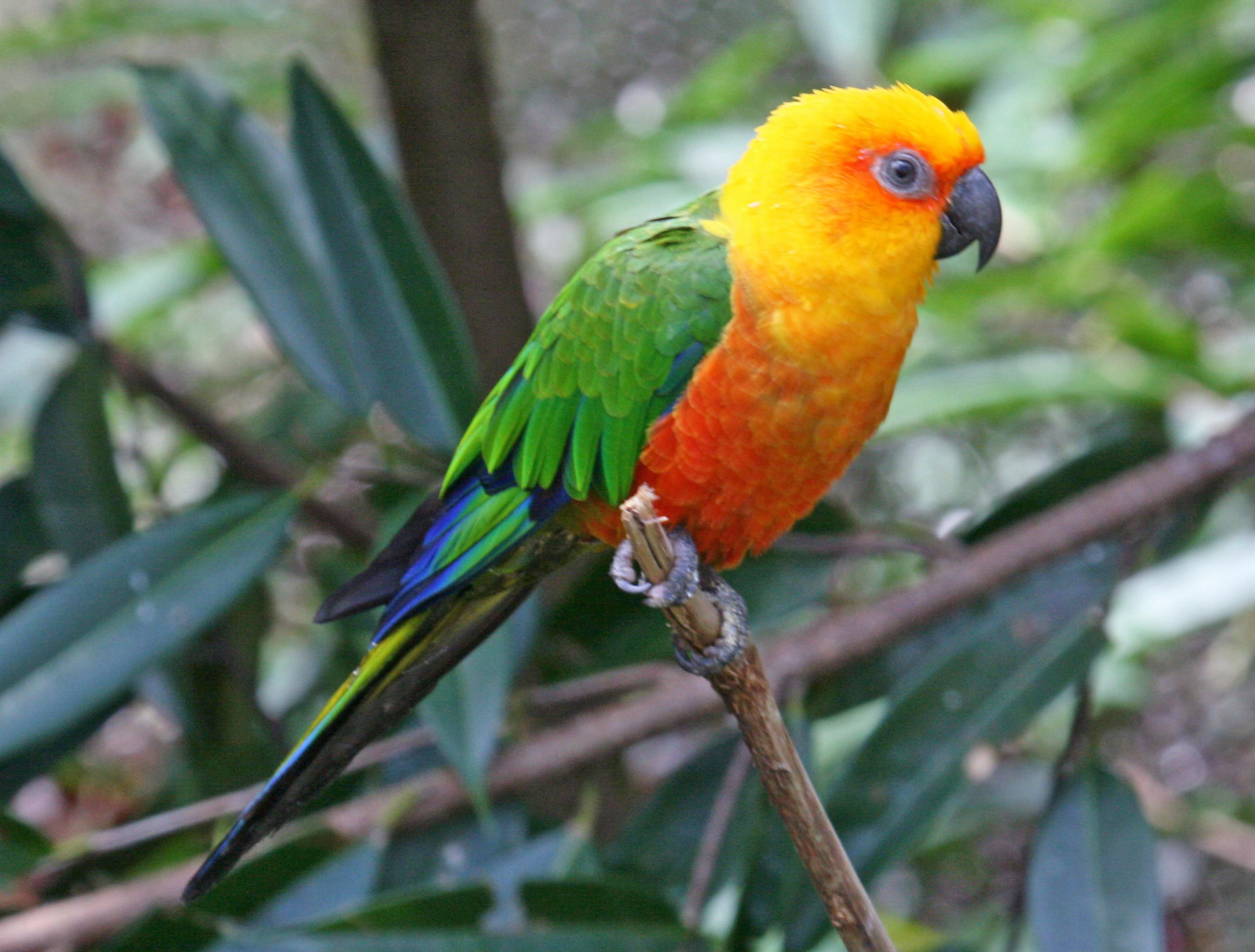
Aratinga janday

  - Genul Psittacus – papagali gri africani (două specii)
  - Genul Poicephalus
  - Genul Bavaripsitta†
- Subfamilia Arinae
  - Tribul Arini
    - Genul Anodorhynchus
    - Genul Cyanopsitta
    - Genul Ara
    - Genul Orthopsittaca
    - Genul Primolius
    - Genul Diopsittaca
    - Genul Rhynchopsitta
    - Genul Ognorhynchus
    - Genul Guaruba
    - Genul Leptosittaca
    - Genul Psittacara
    - Genul Aratinga
    - Genul Eupsittula
    - Genul Thectocercus
    - Genul Cyanoliseus
    - Genul Pyrrhura
    - Genul Enicognathus
    - Genul Conuropsis†

  - Tribul Androglossini – papagali din Amazon și rude
    - Genul Pyrilia
    - Genul Pionopsitta
    - Genul Graydidascalus
    - Genul Alipiopsitta
    - Genul Pionus
    - Genul Amazona
    - Genul Triclaria

  - Clada (tribul propus Amoropsittacini)
    - Genul Nannopsittaca
    - Genul Psilopsiagon
    - Genul Bolborhynchus
    - Genul Touit

  - Clada (tribul propus Forpini) 
    - Genul Forpus

  - Clada inclusiv Arini
    - Genul Pionites
    - Genul Deroptyus

  - Clada inclusiv Androglossini
    - Genul Hapalopsittaca
    - Genul Brotogeris
    - Genul Myiopsitta